# Рыжов, Пётр Николаевич
Пётр Никола́евич Рыжо́в (10 января 1922, Хабаровск — 12 июня 2009, Москва) — советский военный лётчик разведывательной авиации, участник Великой Отечественной войны, Герой Российской Федерации (29.11.1995). Полковник. В годы Великой Отечественной войны — лётчик-наблюдатель и старший лётчик 193-го гвардейского отдельного Львовского Краснознамённого ордена Кутузова разведывательного авиационного полка 2-й воздушной армии 1-го Украинского фронта.

## Биография
Родился 10 января 1922 года в Хабаровске в семье служащего. Русский. Затем семья переехала в город Иман ныне Приморского края, где он окончил среднюю школу.
В сентябре 1940 года призван в Красную Армию, поступил в Челябинское военное авиационное училище лётчиков, которое окончил в августе 1942 года. Затем служил в 9-м запасном бомбардировочном авиационном полку в Казани, где переучился на управление бомбардировщиком Пе-2.
С 16 марта 1943 года — в действующей армии. В 1943—1945 воевал на Воронежском и 1-м Украинском фронтах в составе 50-го отдельного разведывательного авиационного полка, ставшего в августе 1944 года 193-м отдельным гвардейским разведывательным полком. За годы войны совершил 215 боевых вылетов на разведку войск противника. Представлялся к присвоению звания Героя Советского Союза. В 1945 году вступил в ВКП(б).
С 1945 по 1954 годы продолжал службу в том же полку, дослужившись до должности помощника командира полка. С 1955 года — начальник воздушной подготовки бомбардировочной авиационной дивизии. 
В 1960 году окончил Военно-политическую академию имени В. И. Ленина и был назначен на должность заместителя командира истребительного авиационного полка по воспитательной работе. В сентябре 1960 года был уволен в запас в связи с масштабным сокращением Вооружённых Сил.
Жил в Ростове-на-Дону, работал в городском комитете ДОСААФ, затем экскурсоводом Областного бюро путешествий и экскурсий.
Указом Президента Российской Федерации от 29 ноября 1995 года за мужество и героизм, проявленные в борьбе с немецко-фашистскими захватчиками в Великой Отечественной войне 1941—1945 годов полковнику в отставке Рыжову Петру Николаевичу присвоено звание Героя Российской Федерации с вручением медали «Золотая Звезда» (№ 243).
С октября 2000 года жил в Москве. Умер 12 июня 2009 года, похоронен на Перепечинском кладбище.

## Награды
- Герой Российской Федерации (29.11.1995)
- 2 ордена Красного Знамени (7.02.1944, 11.06.1944)
- ордена Отечественной войны 1-й (11.03.1985) и 2-й (23.10.1943) степеней
- орден Красной Звезды (30.12.1956)
- медаль «За боевые заслуги» (15.11.1950)
- медаль «За взятие Берлина» (1945)
- медаль «За освобождение Праги» (1945)
- другие медали СССР[2]